# Schans van Smoutakker
De Schans van Smoutakker of Redoute van Smoutakker is een redoute en een deel van de fortenlinie rond Antwerpen en bevindt zich in de gemeente Stabroek. De schans werd in 1906 gebouwd en beschikte over een kanon van 7,5 cm.
Het fort was echter een kort leven geschonken. Het terugtrekkende Belgische leger blies het fortje op 10 oktober 1914 op. Hierbij waren enkele slachtoffers te betreuren. In 1958 werden de restanten openbaar verkocht aan een Antwerpse handelaar. Zijn plannen om er een woning te bouwen werden niet uitgevoerd omdat de antitankgracht mogelijk een duwvaartkanaal ging worden. Vervolgens duurde het tot 1999 toen Natuurpunt het domein dankzij steun van Indaver kon opkopen en opruimen.
De ruïnes zijn ideale groeiplaatsen voor vele soorten mossen en varens. Dankzij de kalkrijke stukken beton zijn er vele verschillende habitats gecreëerd waarin zeldzame soorten weten te overleven. Zo groeien er een honderdtal schubvarens, een zeer bedreigde varensoort in België, op de naar het zuiden gerichte brokstukken. De Schans van Smoutakker is ineens de meest noordelijke verblijfplaats van deze varen. De bunkers die her en der verspreid liggen, worden gebruikt om vleermuizen zoals de watervleermuis en de grootoorvleermuis een overwinteringsplaats te bieden. Verder zijn er ook plaatsen voor de franjestaart en baardvleermuis voorzien.

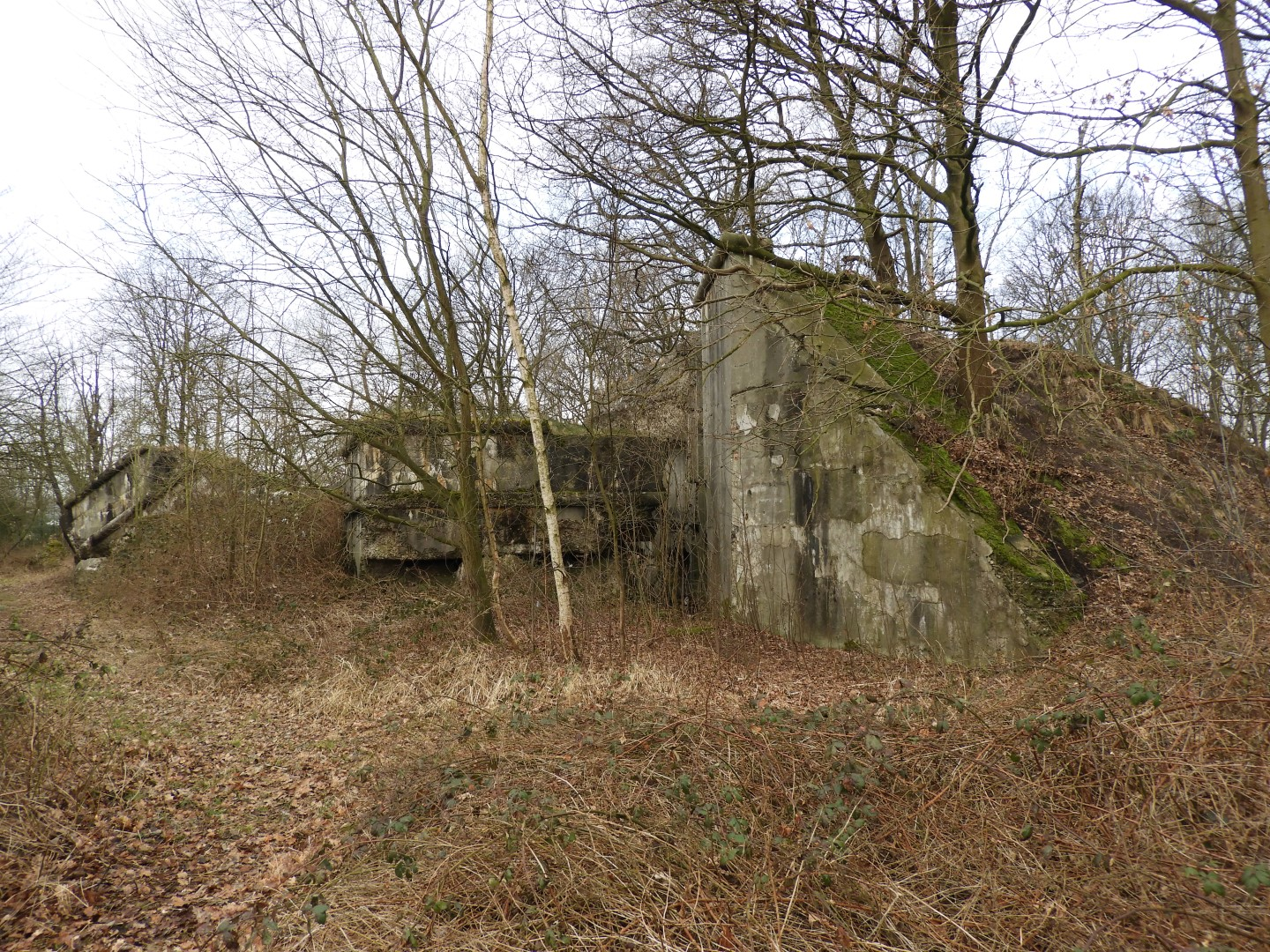
Schans van Smoutakker (2018)